# Пікшик
Пікши́к (рос. Пикшик, чув. Пикшик) — присілок у складі Чебоксарського району Чувашії, Росія. Входить до складу Сарабакасинське сільського поселення.
Населення — 161 особа (2010; 162 у 2002).
Національний склад:
- чуваші — 92 %